# „Pan raczy żartować, panie Feynman!” Przypadki ciekawego człowieka
„Pan raczy żartować, panie Feynman!” Przypadki ciekawego człowieka – zbiór wspomnień Richarda Feynmana, wyróżnionego w roku 1965 Nagrodą Nobla w dziedzinie fizyki, wydany w Polsce w latach 1996, 2007 i 2018 (tytuł oryginału: ang. „Surely You're Joking, Mr. Feynman!”: Adventures of a Curious Character, Princeton University Press, USA 1985).
Anegdoty zostały spisane z nagrań wielu nieformalnych rozmów o nauce, pracy i życiu osobistym, które Feynman przeprowadził ze swoim przyjacielem, Ralfem Leightonem. 
Książka zyskała duże zainteresowanie czytelników, podobnie jak inne publikacje Feynmana, np. trudniejsza dla niespecjalistów książka pt. QED: The Strange Theory of Light and Matter (Princeton University Press, 1985), która została sprzedana w liczbie 500 tys. egzemplarzy.

## Treść książki

### Wstęp, przedmowa i wprowadzenie
Wstęp do polskiego wydania, zatytułowany Richard P. Feynman – urwisowaty geniusz, napisał prof. Marek Demiański z Instytutu Fizyki Teoretycznej UW. W tekście przytoczył kilka własnych wspomnień ze spotkań w Warszawie, gdy Feynman przebywał na 4. Międzynarodowej Konferencji Teorii Grawitacji (1962), oraz w CALTECH w roku 1974. W czasie spaceru z Markiem Demiańskim po plaży Feynman powiedział m.in.:   

Popatrz na tę biegnącą falę, góra cząstek, każda bezmyślnie zajęta sobą, jest ich miliardy, a jednak wspólnie tworzą tę pieniącą się falę. W niewyobrażalnie zamierzchłej przeszłości, zanim jakiekolwiek oczy mogły je oglądać, rok po roku, dzień po dniu z szumem rozbryzgiwały się o brzeg tak jak teraz. Dla kogo, po co?

Po kilku zdaniach na temat tworzenia się w głębiach morskich coraz bardziej złożonych cząsteczek, skończył myśl mówiąc: 

… i oto tu stoi – układ wielu miliardów atomów obdarzony świadomością – materia obdarzona ciekawością. Stoję na brzegu morza zadumany nad tym zadziwiającym światem, ja-wszechświat atomów, jak jeden atom w tym ogromnym wszechświecie. Dlaczego? Po co?

Ralph Leighton, który spisał wspomnienia przyjaciela, wyraził w przedmowie zdziwienie, „że jednej osobie przytrafiło się w życiu tyle wspaniałych i szalonych rzeczy” i „udało się w jednym życiu uknuć tyle niewinnych psot”. We wprowadzeniu, napisanym przez Alberta R. Hibbsa, profesora CALTECH, znalazło się zdanie, że wspomnienia dają wyraz prawdziwym cechom natury Feynmana, „jego niemal nałogowej potrzeby rozwiązywania zagadek, jego prowokacyjnej figlarności, jego odrazy do snobizmu i obłudy oraz jego umiejętności przelicytowania każdego, kto usiłuje przelicytować jego!”.

### Treść książki
Zbiór zawiera wspomnienia Feynmana, m.in. o jego dzieciństwie, o młodości w MIT i w Princeton University, o jego pierwszym wystąpieniu naukowym, którego słuchali giganci umysłu: Einstein, Pauli, Russell, von Neumann, o tajnikach otwierania sejfów, wizytach w barach topless, pracach nad bombą atomową w Los Alamos, pomysłach na elektrownię jądrową, walce z rządową administracją, eksperymentach z hipnozą, testach wrażliwości węchu, wykonywanych m.in. wspólnie z pierwszą żoną, Arline Greenbaum, niedługo przed jej śmiercią na gruźlicę.
| Lp | Tytuł rozdziału                             | Podrozdziały | Strony  |
| 1  | Vita mea (R.P.F)                            | | 17      |
| 2  | Od Far Rockaway do MIT                      | Ten chłopak naprawia radia myśleniem! • Fasolka szparagowa • Kto ukradł drzwi? • Łacina czy włoski? • Migacz • Dyrektor działu chemicznego Metaplast Corporation | 19–61   |
| 3  | Princeton                                   | „Pan raczy żartować, panie Feynman!” • Jaaaaaaaaaaa! • Mapa kota? • Giganci umysłu • Mieszanie farb • Inny przybornik • Telepaci • Naukowiec amator | 63–99   |
| 4  | Feynman, bomba i wojsko                     | Spalone na panewce • Węch ogara • Los Alamos okiem maluczkiego • Trafił kasiarz na kasiarza • Wujek Sam nie potrzebuje cię! | 101–167 |
| 5  | Z Cornell do Caltech, zahaczając o Brazylię | Dostojny profesor • Są jakieś pytania? • Chcę mojego dolara! • Trzeba po prostu spytać? • Szczęśliwe liczby • O Americano, outra vez! • Człowiek o tysiącu języków • Oczywiście, panie Ważny! • Propozycja do odrzucenia | 169–241 |
| 6  | Świat jednego fizyka                        | Czy ty rozwiązałbyś równanie Diraca? • Czas zimowy i błąd siedmioprocentowy • Trzynaście razy • Gadają po chińsku • Ale czy to jest sztuka? • Czy elektryczność to ogień? • O sądzeniu książek po okładkach • Drugi błąd Alfreda Nobla • Dokulturalnianie fizyków • Zdekonspirowani w Paryżu • Odmienne stany świadomości • Nauka spod znaku kultu cargo | 243–347 |